# 王德荣 (1908年)
王德荣（1908年—1982年），男，江苏无锡人，中国结构力学家、航空航天教育家，曾任中国力学学会常务理事。